# Хорезм (стадион)
Стадион «Хорезм» (узб. Xorazm sportmajmuasi) — многофункциональный спортивный комплекс, открывшийся в 1983 году. Расположен в городе Ургенч, вмещает 13 500 зрителей. Построен в 1983 году. Домашний стадион футбольной команды «Хорезм».

## История
Ургенчский стадион «Олимпия» был построен в 1983 году. Стадион имеет овальную форму, первоначально предназначался для проведения футбольных матчей и легкоатлетических соревнований. Футбольное поле с естественным газоном, размер 104х67 метров. Вместимость 20 000 зрителей.
В 2002 году началась полная реконструкция стадиона, посвященная играм «Умид нихоллари»-2003, завершена в 2003 году. После реконструкции стадиона, она превратилась в полноценный спорткомплекс с летним бассейном, с двумя тренировочными футбольными полями, а также с многочисленными спортивными залами. Над трибунами была сооружена крыша, трибуны были оснащены пластиковыми сидениями, было установлено электронное табло. Стадион был переименован в спортивный комплекс «Хорезм», который на момент открытия стал первым, полностью крытым стадионом в Узбекистане. После завершения реконструкции вместимость составила 13 500 зрителей.

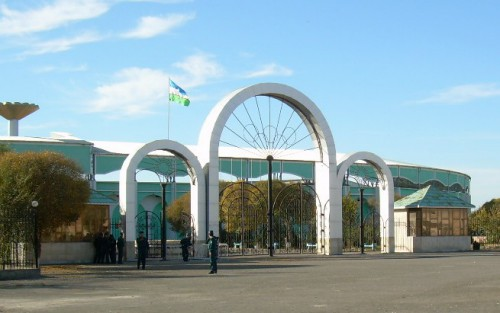
Главные ворота спорткомплекса «Хорезм»

## Описание
Спорткомплекс вмещает в себя футбольный и легкоатлетический стадион, летний бассейн и две тренировочных полей. Футбольный стадион состоит из помещения для спортсменов, судей, тренеров, футбольных администраторов. Стадион оснащен современной аудиосистемой, видеотабло размером 7×3 м, современным осветительным оборудованием (500 люкс м²).

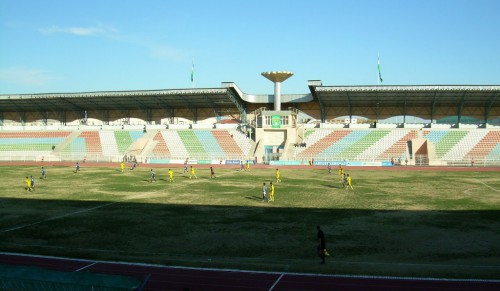
Чаша олимпийского огня на трибуне